# Kluuvi (sjö)
Kluuvi är en sjö i Finland. Den ligger i Gustavs kommun i landskapet Egentliga Finland, i den sydvästra delen av landet, 200 km väster om huvudstaden Helsingfors. Kluuvi ligger 8 meter över havet. Arean är 7,4 hektar och strandlinjen är 1,21 kilometer lång. Sjön  ingår i Norra Skärgårdshavets avrinningsområde.   Den ligger på ön Vartsala. I omgivningarna runt Kluuvi växer i huvudsak barrskog.